# Newcastle United FC
Newcastle United FC, även känd som The Magpies eller The Toon, är en engelsk professionell fotbollsklubb i Newcastle i norra England. Hemmamatcherna spelas på St James' Park. Klubben spelar säsongen 2023/24 i Premier League. Klubbens arena har innan den bytte till St James' Park också hetat Sports Direct Arena på grund av den dåvarande ägare, Mike Ashleys önskemål.

## Historia

Klubbens ligaplaceringar från och med 1893.

Klubben grundades 1892 genom en sammanslagning av klubbarna Newcastle East End FC och Newcastle West End FC, och ända sedan dess har hemmamatcherna spelats på St James' Park. Klubben har från det att man gick med i The Football League 1893 hela tiden spelat i någon av de två högsta divisionerna i Englands ligasystem för fotboll.
Bland meriterna har klubben fyra segrar i den engelska förstadivisionen och sex titlar i FA-cupen, en titel i Ligacupen, tre segrar i fotbollsligan Northern League och en seger i välgörenhetstävlingen FA Community Shield. Klubben har även deltagit i Uefa-tävlingar, där laget vann UEFA Intertoto Cup säsongen 2006.
Newcastle United tågar in till tonerna av Mark Knopflers "Going Home". När låten börjar spelas reser sig Newcastlefansen upp och hedrar spelarna som är på ingång.
Forbes rankande 2015 Newcastle United som den 18:e rikaste klubben till ett värde av 349 miljoner dollar.

### De tidiga åren (1892–1904)
Under 1880-talet växte Newcastle East End FC och Newcastle West End FC fram som stadens två bästa fotbollslag. Snart kom man dock fram till att staden inte var tillräckligt stor för två fotbollslag. I slutet av säsongen 1892 var Newcastle East End överlägsna sina rivaler såväl sportsligt som ekonomiskt. Newcastle West End fattade då beslutet att överlåta hyran av St James' Park samt det återstående av klubben, däribland spelarna till Newcastle East End. Ett avtal gjordes snabbt klart och i maj 1892 flyttade East End in till St James' Park, och var då stadens enda kvarvarande lag.
Innan starten av säsongen 1892/1893 ansökte klubben om medlemskap i The Football League. De blev nekade ett inträde i högsta divisionen men beviljades ett inträde i den nystartade andradivisionen. Det ansågs dock inte attraktivt nog och klubben valde därför att avböja inbjudan.
Den 3 september 1892 spelade Newcastle East End FC sin första match hemma på St James' Park, mötet med Glasgow Celtic slutade i en prestigefull 1–0-seger inför 6 000 åskådare. Sådana publiksiffror var dock ovanliga och i ett försök att attrahera invånare från hela staden fattades beslutet att genomföra ett namnbyte. Fredagen den 9 december 1892 röstades det nya namnet igenom. Från och med den dagen kom klubben att heta Newcastle United FC. De kom dock att spela vidare i röd- och vitrandiga dressar i ytterligare två år, då de först 1894 ändrade till det klassiska svartvita stället.
Sommaren 1893 ansökte klubben än en gång om spel i The Football League, som bildats fem år tidigare. Även denna gång nekades de inträde till högstadivisionen men beviljades inträde till andradivisionen. Då klubben nu var desperata att komma med i ligasystemet accepterade de inbjudan och klev på hösten in i det nationella ligasystemet.
Vid sekelskiftet kunde klubben till slut ta klivet upp från andradivisionen och för första gången avancera till högstadivisionen. Snart började klubben även locka till sig flera lovande spelare, framförallt från Skottland, och blev en kraft att räkna med inom engelsk fotboll.

### Titelregn (1905–1932)
Snart kom Newcastle United att bli ett av Englands allra bästa lag och under åren fram till första världskriget radade de upp titlar. Totalt bärgades tre ligatitlar – 1904/1905, 1906/1907 och 1908/1909 – innan kriget bröt ut 1914.Den underhållande, bollinnehavsinspirerade, fotbollen leddes dessutom till fem stycken FA-cupfinaler. Dock fick de enbart lyfta bucklan vid ett tillfälle, nämligen 1910 när de besegrade Barnsley i finalen.
När fotbollen återupptogs efter kriget var Newcastle United fortsatt ett lag att räkna med. 1924 kunde de lyfta sin andra FA-cuppokal, efter en finalseger mot Aston Villa. Kort därefter gjorde klubben en rekordvärvning i den skotske anfallaren Hughie Gallacher som ledde dem till en fjärde ligatitel 1927.
Fem år senare bärgade klubben en tredje FA-cuptitel. Det sedan ett kontroversiellt mål, vilket var oklart om det var över linjen eller inte, avgjorde finalen mot Arsenal. Titeln kom även att bli kulmen på klubbens storhetstid.

### Första nedflyttningen (1933–1948)
Blott två år efter FA-cuptriumfen mot Arsenal, våren 1934, åkte Newcastle United för första gången ut ur högstadivisionen. Under åren fram tills att det andra världskriget bröt ut befann sig klubben i en återbyggnadsprocess, under vilken bland annat den forne spelaren Stan Seymour tog plats i ledningen och kom att bli vital för klubbens andra storhetsperiod.
När fotbollen återupptogs efter andra världskriget hade Newcastle format ett stjärnfyllt lag som bestod såväl av egna produkter som dyra värvningar. Säsongen 1947/1948 nådde de till slut också en uppflyttning. Med ett hemmasnitt på närmare 57 000 åskådare – ett rekord som kom att stå sig för lång tid framöver – kunde klubben återvända till First Division.

### En andra storhetsperiod (1949–1961)

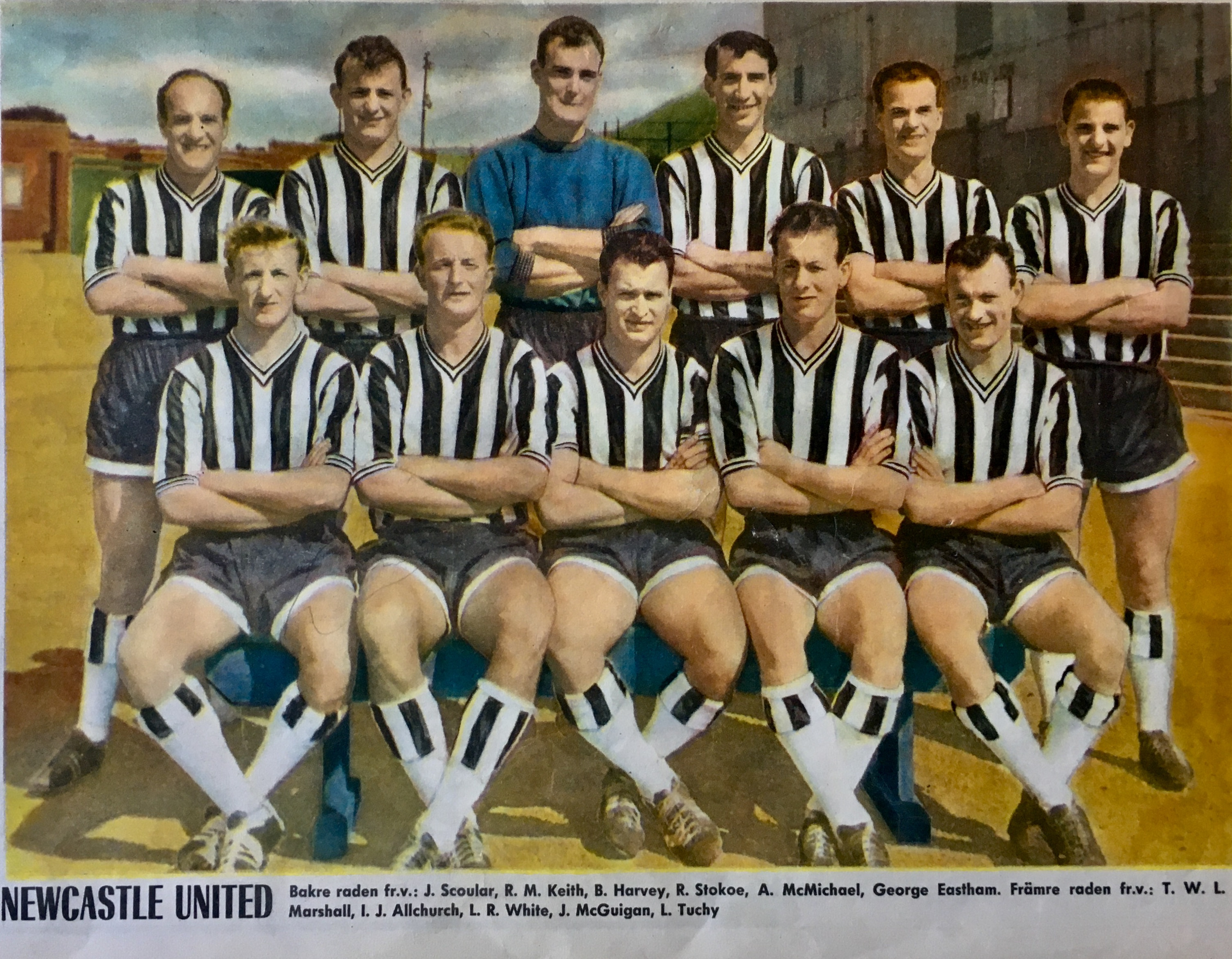
Newcastle United F.C. 1960.

Under 1950-talet började Newcastle United återigen samla på sig troféer. Femårsperioden 1951–1955 innebar att de tre gånger om fick lyfta FA-cupbucklan – efter finalsegrar mot i tur och ordning Blackpool, Arsenal och Manchester City. Med stjärnor som Jackie Milburn och Bobby Mitchell kom klubben att bli känd i hela England. 1950-talet innebar att stjärnorna fortsatte komma till klubben, men titlarna slutade trilla in. 1961 drabbades de istället av en tung smäll, då de återigen kom att åka ned i andradivisionen.

### Europaframgång (1962–1976)
Än en gång byggde klubben om sitt lag under åren i andradivisionen. Efter fyra säsonger kunde de våren 1965 till slut vinna Second Division och återvända till finrummet.
Väl tillbaka i högstadivisionen kom dock Newcastle United att bli kända som ett oförutsägbart lag. De kunde alltid besegra de bästa lagen men nådde aldrig sin fulla potential, för att själva ta hem titlarna. Men så 1968 lyckades klubben för första gången kvalificera sig för spel i Europa – och väl där blev det succé.
Ett lag bestående av anfallsstjärnan Wyn Davies och spelare som Bryan Robson, Bobby Moncur och Frank Clark kunde nämligen ta hem Inter-Cities Fairs Cup 1969 – föregångaren till Uefacupen. Det sedan en finalseger mot ungerska Újpest.
Åren som följde efter klubbens första Europatitel innebar flera värvningar av spelare som kom att underhålla publiken hemma på St James' Park. Den kanske mest kända kom att bli klubbens nye anfallsstjärna Malcolm Macdonald, kallad för "Supermac". Ledda av anfallaren kom klubben återigen att nå finaler hemma i England. Såväl i FA-cupfinalen som 1974 som i Ligacupfinalen 1976 fick klubben dock se sig snuvade på titeln.

### Stjärnor och jojo-åkande (1977–1993)
I början av 1980-talet hade dock stjärnglansen försvunnit från Newcastle United och de befann sig återigen i andradivisionen. Det skulle dock snart komma att ändras.
Klubben återvände under Arthur Cox ledning till First Division och hade dessutom en stor fixstjärna i Kevin Keegan som i en sensationell affär hade skrivit på för klubben 1982. Med Keegan som storstjärna och ynglingar såsom Chris Waddle, Peter Beardsley och Paul Gascoigne stormade Newcastle United fram i engelsk fotboll.
Newcastle såg återigen ut att ha etablerat sig i First Division. Men när talangerna Waddle, Beardsley och Gascoigne såldes av åkte klubben än en gång ner i andradivisionen. Vid skarven av 1980- och 1990-talet såg det mörkt ut. Klubben hade ont om pengar, stjärnorna flydde och publiken vallfärdade inte längre till arenan.
Sir John Hall valde att köpa upp klubben och den forne spelaren Kevin Keegan anställdes 1992 som ny tränare. Klubben låg illa till i Second Division och för första gången i historien verkade en nedflyttning till Third Division oundviklig. Under ledning av Hall och Keegan samt en publik som återigen såg optimistiskt på tillvaron och återvände till St James' Park kunde de klara ett nytt kontrakt i Second Division.
Sir John Hall och Kevin Keegan påbörjade därefter sin förvandling för att åter göra Newcastle United till ett topplag – såväl i England som i Europa. St James' Park bygges ut till att rymma 52 000 åskådare medan storstjärnor köptes in till laget, någonting som gjorde att de 1993 kunde ta klivet upp i nybildade Premier League. Säsongen kom ett bli en enda lång framgångssaga för klubben. Efter de första tio matcherna på hösten 1992 hade klubben vunnit samtliga matcher. Innan säsongsslutet och uppflyttningen var färdig passade de även på att spräcka sitt eget transferrekord, genom värvningen av Andy Cole från Bristol City till en kostnad av 1,75 miljoner £.

### Tillbaka i toppen (1994–2004)
Inför återkomsten till högstadivisionen hade Newcastle United redan värvat spelare såsom nämnda Cole och Robert Lee. Under sommaren var spekulationerna kring klubben många och de värvade bland annat tillbaka den gamle hjälten Peter Beardsley från Everton. Succén i Premier League var omedelbar och under hösten visade klubben sin styrka genom att besegra Liverpool med 3-0. Under vintern skapade klubben återigen rubriker då managern Kevin Keegan skrev på ett tioårskontrakt med klubben och då de två gånger om slog sitt eget transferrekord med värvningarna av Ruel Fox och Darren Peacock. Debutsäsongen slutade till slut med en tredjeplats, enbart bakom Manchester United och Blackburn Rovers. De passade även på att slå ett nytt målrekord i Premier League med 82 gjorda mål samtidigt som Andy Cole slog klubbens målrekord under en säsong.
Efter succén under återkomsten sågs Newcastle United som favoriten av många, inför säsongen 1994/1995. De började också bra och befann sig i ledningen efter att ha slagit ett nytt klubbrekord med nio raka segrar. Efter ett uttåg mot Athletic Bilbao i Uefacupen försvann dock formen samtidigt som skadorna började infinna sig. Newcastle tappade mark under våren och istället för ett efterlängtat guld kom de att missa en Europaplats.
Den misslyckade säsongen innebar att Kevin Keegan chockade fotbollsvärlden. Under sommaren 1995 valde han nämligen att sälja anfallsstjärnan Andy Cole till rivalen Manchester United för det nya brittiska transferrekordet på 7 miljoner £. Newcastle var trots det bestämda i tanken om att de skulle fightas om titeln hela säsongen och värvade bland annat in Les Ferdinand från Queens Park Rangers och David Ginola från Paris Saint-Germain under sommaren.
Säsongen 1995/1996 såg också ut att bli den då klubben skulle lyfta den första ligatiteln på närmare 70 års tid. Klubben spelade som ett mästarlag och skapade sig ett behagligt avstånd ner till Manchester United. Även om det såg bra ut bestämde sig klubben för att förstärka laget än mer genom värvningar av David Batty och Faustino Asprilla. Vid jul hade klubben också en serieledning med tio poäng men en förlust mot rivalen Manchester United på Old Trafford kom att bli ödesdiger, då de aldrig hämtade sig. Vid returmötet mot Manchester United dominerade Newcastle matchen men inkasserade likväl ännu en förlust. På upploppet av ligan radades segrarna upp hemma på St James' Park men upprepande poängtapp på bortaplan gjorde att Newcastle tappade sitt övertag i ligan. Istället kunde Manchester United passera i slutet av säsongen och bärga titeln framför näsan på Newcastle.
Den missade ligatiteln fick Newcastle United att spänna bågen än mer. Under sommaren 1996 slog klubben ett nytt världsrekord, genom den dyraste övergången i fotbollshistorien. Det då de slantade upp 15 miljoner £ för Alan Shearer från Blackburn Rovers. Efter en svag start på säsongen trummade de också igång och fick revansch på Manchester United via en 5–0-seger. Snart återfanns Newcastle i serieledning och var återigen favoriter till titeln. Snart kom dock skador på både Les Ferdinand och Alan Shearer samtidigt som förhållandet mellan Kevin Keegan och klubbledningen gjorde att managern vid nyår valde att avgå. Kenny Dalglish anställdes som ny manager och han fick åter fart på ett Newcastle som hade trillat ner i tabellen. Till slut tog Dalglish de till en ny andraplats, vilket innebar att klubben för första gången kvalificerat sig för spel i Champions League.
Dalglish första hela säsong vid rodret, 1997/1998, hade många upp- och nedgångar. I ligan floppade klubben och var långt ifrån toppen medan de i Champions League åkte de ut direkt i gruppspelet, trots en seger mot Barcelona som beskrevs som en av klubbens bästa insatser någonsin. I FA-cupen nådde Newcastle dock för första gången sedan 1974 fram till finalen. Väl där blev dock Arsenal för svåra och snuvade dem på titeln.
Efter att sommaren innan misslyckats på övergångsmarknaden – med försäljningar av David Ginola och Les Ferdinand samtidigt som ersättarna inte höll måttet – tillbringade Dalglish stort sommaren 1998. Dietmar Hamann, Nolberto Solano och Stéphane Guivarc'h värvades alla in. Förväntningarna på klubben var plötsligt större än någonsin tidigare. I starten av säsongen valde dock Newcastle United att göra sig av med Kenny Dalglish och plockade istället in Ruud Gullit som ersättare. Inte heller den här säsongen lyckades de dock infria förväntningarna i ligaspelet. I FA-cupen gick det dock, återigen, betydligt bättre. För andra året i rad slutade det dock med en finalförlust, den här gången sedan Manchester United gått vinnande ur finalen.
Med andraplatser fyra år i rad – två gånger i Premier League och två gånger i FA-cupen – samt ännu en sommar av storspenderande gick Newcastle än en gång in i en säsong med stora förhoppningar. Det skulle dock inte dröja länge in på säsongen 1999/2000 innan Ruud Gullit fick lämna sitt tränaruppdrag. Efter en svag säsongsinledning valde Gullit i derbyt mot nyuppflyttade Sunderland att ställa Alan Shearer, Duncan Ferguson och Rob Lee utanför laget. När derbyt sedan slutade med en förlust innebar det adjö till Gullit och in kom istället den lokalt förankrade och meriterade Bobby Robson. Efter att ha inlett med en 8–0-seger mot Sheffield Wednesday lyfte Robson bort Newcastle från bottenstriden och tog klubben även till en semifinal i FA-cupen.
Robsons första hela säsong i klubben, 2000/2001, slutade visserligen enbart med en elfte plats. Men en förståelse för att klubben höll på att bygga om efter åren med Dalglish och Gullit vid rodret gjorde att det sågs som ett okej resultat. 2001/2002 hade Robson fått sätta sin prägel på laget och Newcastle kunde återigen utmana i toppen. Efter en framgångsrik höstsäsong kunde klubben vid Boxing Day ta sig upp som etta i tabellen. Strax därefter kom klubben in i en sämre form och lyckades inte komma igen. Till slut landade de dock på en fjärde plats – den bästa placeringen sedan 1997/1998 och tog sig åter till Champions League.
Väl tillbaka i Champions League inledde klubben svagt med tre förluster på gruppspelets tre första matcher. Newcastle skulle dock komma att skriva historia, vinster i de tre kommande matcherna innebar att de som första klubb någonsin tog sig vidare från gruppspelet efter att ha förlorat de tre första matcherna. Europaäventyret tog därefter slut i det andra gruppspelet. Även i ligaspelet gick Newcastle starkt och befann sig under stora delar av säsongen i toppen av tabellen. När säsongen summerades kunde klubben konstatera att de återigen förbättrat sig då de landade på en tredje plats.
Newcastle gick in i säsongen 2003/2004 med i stort sett samma lag som avslutat den förra. I Champions League-kvalet misslyckades dock klubben omedelbart. Efter 1–0 hemma mot Partizan Belgrad förlorade klubben med samma siffror på bortaplan och gick därefter förlorande ur straffläggningen. Följden av uttåget blev att Newcastle istället kvalificerade sig för Uefacupen. Där tog äventyret slut i semifinalen. Efter 0–0 hemma förlorade klubben med 2–0 borta mot Marseille. Även i ligaspelet nådde klubben än en gång framgångar, då de landade på en femte plats och därmed återigen säkrade spel i Europa.

### I mittens rike (2005–2007)
Trots profilerade värvningar som Patrick Kluivert, Nicky Butt och Stephen Carr inledde Newcastle säsongen 2004/2005 svagt. Efter att klubben misslyckats med att vinna någon av säsongens fyra första matcher beslutade man att sparka Bobby Robson och ersätta honom med Graeme Souness. Under Souness ledning gick klubben obesegrade i nio raka matcher men trots den sviten och en rad på tolv obesegrade matcher vid månadsskiftet februari-mars befann sig Newcastle säsongen igenom i mitten av tabellen. Desto bättre gick det i Europaspelet men fyra ödesdigra dagar förstörde drömmarna om en titel. Trots att de ledde med 2–0 mot Sporting Lissabon i Uefacupens kvartsfinal lyckades portugiserna ta sig vidare via en 4–2-seger. Dagarna senare blev Manchester United än en gång för svåra i FA-cupens semifinal, då de vann med klara 4–1.
Sommaren 2005 spräckte klubben sitt transferrekord genom värvningen av Michael Owen från Real Madrid för 16 miljoner £. Trots att Graeme Souness i början av 2006 fick sparken och ersattes av Glenn Roeder slutade säsongen relativt framgångsrikt med en sjunde plats i Premier League. Vid säsongsslutet lade även klubblegendaren Alan Shearer skorna på hyllan. Det efter en säsong där han slagit Jackie Milburns målrekord och till slut landat på 206 mål för klubben.
Efter säsongsslutet tillsattes den tillfällige managern Glenn Roeder som permanent manager. Trots tunga värvningar i Obafemi Martins och Damien Duff inledde Newcastle säsongen svagt. Efter en vinst i premiären följde tolv matcher där de enbart tog en seger. Newcastle kunde dock lyfta från bottenstriden men efter att inte ha vunnit någon av säsongens sex sista matcher fick de nöja sig med en 13:e plats i tabellen. Säsongen innebar även ett pinsamt uttåg ur FA-cupen. I den tredje omgången förlorade de med 1-5 mot Birmingham City, klubbens största hemmaförlust i turneringen sedan 1914.

### Mike Ashley-eran (2007–2021)
Ordföranden Freddy Shepherd tillsatte under sommaren 2007 Sam Allardyce som ny manager för klubben. Kort därefter stod det klart att Mike Ashley köpt upp Newcastle United. Under den nye ägaren värvade klubben omedelbart in nio nya spelare – däribland Joey Barton, Alan Smith, Mark Viduka och Geremi. Efter en svag första halva av säsongen fick Allardyce i januari 2008 lämna klubben tillförmån för den gamle hjälten Kevin Keegan. Det kom att dröja tio matcher innan Keegan bärgade sin första seger men en obesegrad svit på sju matcher vid månadsskiftet mars-april gjorde att Newcastle kunde lyfta från nedflyttningsstrecket.

## Spelare

### Truppen
Korrekt per den 27 juni 2025
| 1  | Slovakien | Martin Dúbravka      | 15 januari 1989 | Sparta Prag (-18)       |
| 19 | Grekland  | Odysseas Vlachodimos | 26 april 1994   | Nottingham Forest (-24) |
| 22 | England   | Nick Pope            | 19 april 1992   | Burnley (-22)           |
| 26 | England   | John Ruddy           | 24 oktober 1986 | Birmingham City (-24)   |
| 29 | England   | Mark Gillespie       | 27 mars 1992    | Motherwell (-20)        |

| 2  | England       | Kieran Trippier      | 19 september 1990 | Atlético Madrid (-22)        |
| 4  | Nederländerna | Sven Botman          | 12 januari 2000   | Lille (-22)                  |
| 5  | Schweiz       | Fabian Schär         | 20 december 1991  | Deportivo La Coruna (-18)    |
| 6  | England       | Jamaal Lascelles     | 11 november 1993  | Nottingham Forest (-14)      |
| 13 | England       | Matt Targett         | 18 september 1995 | Aston Villa (-22)            |
| 17 | Sverige       | Emil Krafth          | 2 augusti 1994    | Bologna (-19)                |
| 20 | England       | Lewis Hall           | 8 september 2004  | Chelsea (-23)                |
| 21 | England       | Valentino Livramento | 12 november 2002  | Southampton (-23)            |
| 30 | Skottland     | Harrison Ashby       | 14 november 2001  | West Ham United (-23)        |
| 33 | England       | Dan Burn             | 9 maj 1992        | Brighton & Hove Albion (-22) |
| 37 | Irland        | Alex Murphy          | 25 juni 2004      | Galway United (-22)          |

| 7  | Brasilien | Joelinton       | 14 augusti 1996  | Hoffenheim (-19)    |
| 8  | Italien   | Sandro Tonali   | 8 maj 2000       | Milan (-23)         |
| 23 | England   | Jacob Murphy    | 24 februari 1995 | Norwich City (-17)  |
| 28 | England   | Joe Willock     | 20 augusti 1999  | Arsenal (-21)       |
| 36 | England   | Sean Longstaff  | 30 oktober 1997  | Newcastle United FC |
| 39 | Brasilien | Bruno Guimarães | 16 november 1997 | Lyon (-22)          |
| 40 | England   | Joe White       | 1 oktober 2002   | Newcastle United FC |
| 67 | England   | Lewis Miley     | 1 maj 2006       | Newcastle United FC |
| -  | England   | Isaac Hayden    | 22 mars 1995     | Arsenal (-16)       |

| 9  | England | Callum Wilson    | 27 februari 1992  | Bournemouth (-20)      |
| 10 | England | Anthony Gordon   | 24 februari 2001  | Everton (-23)          |
| 11 | England | Harvey Barnes    | 9 december 1997   | Leicester City (-23)   |
| 14 | Sverige | Alexander Isak   | 21 september 1999 | Real Sociedad (-22)    |
| 18 | Danmark | William Osula    | 4 augusti 2003    | Sheffield United (-24) |
| -  | Spanien | Antoñito Cordero | 14 november 2006  | Málaga (-25)           |

### Utlånade spelare
| Nr | Land | Pos | Namn |
| -- | ---- | --- | ---- |

| Nr | Land | Pos | Namn |
| -- | ---- | --- | ---- |

### U23-laget
| Nr | Land      | Pos | Namn                   |
| -- | --------- | --- | ---------------------- |
| 34 | Skottland | MF  | Lucas De Bolle (-02)   |
| 35 | England   | MV  | Will Brown (-02)       |
| 37 | England   | MF  | Nathan Carlyon (-02)   |
| 41 | Skottland | MV  | Jude Smith (-03)       |
| 47 | England   | MF  | Jamie Miley (-04)      |
| 49 | England   | A   | Amadou Diallo (-03)    |
| 50 | Irland    | F   | Cathal Heffernan (-05) |
| 52 | England   | MF  | Jay Turner-Cooke (-03) |
| 53 | England   | F   | Jordan Hackett (-04)   |
| 54 | Irland    | F   | Alex Murphy (-04)      |

| Nr | Land      | Pos | Namn                   |
| -- | --------- | --- | ---------------------- |
| 57 | England   | MF  | Kyle Crossley (-04)    |
| 58 | England   | MF  | James Huntley (-04)    |
| 60 | Irland    | MV  | Reece Byrne (-04)      |
| 61 | England   | MV  | Max Thompson (-04)     |
| 61 | England   | MF  | Shaun Mavididi (-05)   |
| 63 | England   | A   | Ben Parkinson (-05)    |
| 64 | England   | MF  | Ellis Stanton (-05)    |
| 65 | England   | F   | Ciaran Thompson (-04)  |
| 66 | Skottland | F   | Charlie McArthur (-05) |

### Utlånade spelare
| Nr | Land    | Pos | Namn                                                |
| -- | ------- | --- | --------------------------------------------------- |
| 43 | England | A   | Dylan Stephenson (i South Shields till 31 maj 2024) |
| 48 | Peru    | MF  | Rodrigo Vilca (i Voždovac till 30 juni 2024)        |

| Nr | Land    | Pos | Namn                                                  |
| -- | ------- | --- | ----------------------------------------------------- |
| 50 | England | F   | Matthew Bondswell (i Newport County till 31 maj 2024) |
| 55 | England | A   | Michael Ndiweni (i Annan Athletic till 31 maj 2024)   |

## Tränare
Innan 1930 hade Newcastle inte haft någon renodlad huvudtränare (manager), utan i stället var det en kommitté som hade ansvaret för laget. Det ska även noteras att Stan Seymour inte var en manager i ordets bemärkelse utan satt i styrelsen. Bortsett från under George Martins år i klubben hade dock Seymour hand om managerns uppgifter.
- Andy Cunningham, 1930-1935
- Tom Mather, 1935-1939
- Stan Seymour, 1939-1947
- George Martin, 1947-1950
- Stan Seymour, 1950-1954
- Doug Livingstone, 1954-1956
- Charlie Mitten, 1958-1961
- Norman Smith, 1961-1962
- Joe Harvey, 1962-1975
- Gordon Lee, 1975-1977
- Richard Dinnis, 1977
- Bill McGarry, 1977-1980
- Arthur Cox, 1980-1984
- Jack Charlton, 1984-1985
- Willie McFaul, 1985-1988
- Jim Smith, 1988-1991
- Osvaldo Ardiles, 1991-1992
- Kevin Keegan, 1992-1997
- Kenny Dalglish, 1997-1998
- Ruud Gullit, 1998-1999
- Bobby Robson, 1999-2004
- Graeme Souness, 2004-2006
- Glenn Roeder, 2006-2007
- Sam Allardyce, 2007-2008
- Kevin Keegan, 2008
- Joe Kinnear, 2008-2009
- Alan Shearer, 2009
- Chris Hughton, 2009-2010
- Alan Pardew, 2010-2015
- John Carver, 2015
- Steve McClaren, 2015-2016
- Rafael Benítez, 2016-2019
- Steve Bruce, 2019–2021
- Eddie Howe, 2021-

## Klubbrekord
- Största seger: 13-0 mot Newport County, Division 2, 5 oktober 1946
- Största förlust: 0-9 mot Burton Wanderers, Division 2, 15 april 1895
- Flest ligamål under en säsong: 98, Division 1, 1951/52
- Flest mål totalt: Alan Shearer, 206, 1996-2006
- Flest mål i ligan: Jackie Milburn, 178, 1946-57
- Flest mål totalt under en säsong: Andy Cole, 41, 1993/94
- Flest mål i ligan under en säsong: Hughie Gallacher, 36, Division 1, 1926/27
- Flest mål i en match av en spelare: 6, av Len Shackleton mot Newport County, Division 2, 5 oktober 1946
- Flest matcher: Jimmy Lawrence, 496 (varav 432 i ligan), 1904-22
- Störst publik: 68 386 mot Chelsea, Division 1, 3 september 1930
- Störst publik i genomsnitt under en säsong: 56 299, Division 2, 1947/48

## Statistik

### Topp 10 spelare med flest matcher
Spelare i fet stil är fortfarande i Newcastle United.
Senast uppdaterad 22 oktober 2014
| Nr | Namn           | Karriär   | Matcher |
| -- | -------------- | --------- | ------- |
| 1  | Jimmy Lawrence | 1904-1922 | 496     |
| 2  | Frank Hudspeth | 1910-1929 | 472     |
| 3  | Frank Clark    | 1962-1975 | 457     |
| 4  | Shay Given     | 1997-2009 | 442     |
| 5  | Bill McCracken | 1904-1923 | 432     |
| 6  | Alf McMichael  | 1949-1963 | 431     |
| 7  | David Craig    | 1962-1978 | 412     |
| 8  | Bobby Mitchell | 1949-1961 | 408     |
| 9  | Alan Shearer   | 1996-2006 | 404     |
| 10 | Jackie Milburn | 1946-1957 | 397     |

### Topp 10 spelare med flest mål
Spelare i fet stil är fortfarande aktiva i Newcastle United.
Senast uppdaterad 22 oktober 2014
| Nr | Namn              | Karriär   | Mål |
| -- | ----------------- | --------- | --- |
| 1  | Alan Shearer      | 1996-2006 | 206 |
| 2  | Jackie Milburn    | 1946-1957 | 200 |
| 3  | Len White         | 1953-1962 | 153 |
| 4  | Hughie Gallacher  | 1925-1930 | 143 |
| 5  | Malcolm MacDonald | 1971-1976 | 121 |
| 6  | Peter Beardsley   | 1983-1997 | 119 |
| 7  | Bobby Mitchell    | 1949-1961 | 113 |
| 7  | Tom McDonald      | 1921-1931 | 113 |
| 9  | Neil Harris       | 1920-1925 | 101 |
| 10 | Bryan Robson      | 1962-1971 | 97  |

### Skyttekungar
Följande Newcastle United-spelare har blivit skyttekungar i den engelska högstaligan:
| Säsong    | Spelare           | Mål |
| --------- | ----------------- | --- |
| 1910/1911 | Albert Shepherd   | 25  |
| 1951/1952 | George Robledo    | 33  |
| 1974/1975 | Malcolm MacDonald | 21  |
| 1993/1994 | Andy Cole         | 34  |
| 1996/1997 | Alan Shearer      | 25  |

## Dyraste nyförvärv och försäljningar

### Topp 10 dyraste nyförvärv
Spelare i fet stil är fortfarande aktiva i Newcastle United FC.
Senast uppdaterad 12 maj 2015
| Rank | Spelare            | Från                | Datum           | Övergångssumma  |
| ---- | ------------------ | ------------------- | --------------- | --------------- |
| 1    | Michael Owen       | Real Madrid         | 31 augusti 2005 | 22 000 000 pund |
| 2    | Alan Shearer       | Blackburn Rovers    | 1 juli 1996     | 18 480 000 pund |
| 3    | Albert Luque       | Deportivo La Coruna | 1 juli 2005     | 17 600 000 pund |
| 4    | Obafemi Martins    | Inter               | 24 augusti 2006 | 14 080 000 pund |
| 5    | Damien Duff        | Chelsea             | 1 juli 2006     | 13 640 000 pund |
| 6    | Laurent Robert     | Paris SG            | 1 juli 2001     | 12 610 000 pund |
| 7    | Jonathan Woodgate  | Leeds United        | 31 januari 2003 | 11 880 000 pund |
| 8    | Fabricio Coloccini | Deportivo La Coruna | 1 augusti 2008  | 11 440 000 pund |
| 9    | Hugo Viana         | Sporting Lissabon   | 1 juli 2002     | 11 220 000 pund |
| 10   | Papiss Cissé       | Freiburg            | 17 januari 2012 | 10 560 000 pund |

### Topp 10 dyraste försäljningar
Senast uppdaterad 12 maj 2015
| Rank | Spelare           | Till              | Datum           | Övergångssumma  |
| ---- | ----------------- | ----------------- | --------------- | --------------- |
| 1    | Andy Carroll      | Liverpool         | 31 januari 2011 | 36 080 000 pund |
| 2    | Yohan Cabaye      | Paris SG          | 29 januari 2014 | 22 000 000 pund |
| 3    | Jonathan Woodgate | Real Madrid       | 20 augusti 2004 | 16 100 000 pund |
| 4    | Mathieu Debuchy   | Arsenal           | 17 juli 2014    | 13 200 000 pund |
| 4    | Jermaine Jenas    | Tottenham Hotspur | 1 augusti 2005  | 13 200 000 pund |
| 4    | James Milner      | Aston Villa       | 31 augusti 2005 | 13 200 000 pund |
| 7    | Kieron Dyer       | West Ham United   | 1 augusti 2007  | 10 560 000 pund |
| 7    | Dietmar Hamann    | Liverpool         | 1 juli 1999     | 10 560 000 pund |
| 9    | Obafemi Martins   | Wolfsburg         | 31 juli 2009    | 9 240 000 pund  |
| 10   | Scott Parker      | West Ham United   | 1 juli 2007     | 8 540 000 pund  |